# Myrmagua guaranitica
Myrmagua guaranitica Prószynski, 2016 è un ragno appartenente alla famiglia Salticidae.
È l'unica specie nota del genere Myrmagua.

## Distribuzione
Gli esemplari di questa specie sono stati rinvenuti in Argentina.

## Tassonomia
Per la descrizione delle caratteristiche di questo genere sono stati esaminati gli esemplari tipo di Myrmarachne guaranitica Galiano, 1969.
Dal 2017 non sono stati esaminati altri esemplari, né sono state descritte sottospecie al 2022.